# اولمونته
اولمونته (به لهستانی:  Olmonty) یک روستا در لهستان است که در گمینا یوخنوویتس کوشچیلنه واقع شده‌است. اولمونته ۳۵۰ نفر جمعیت دارد.